# Schoberer Rad Meßtechnik
Pour les articles homonymes, voir SRM.
Schoberer Rad Meßtechnik (SRM), ou Schoberer Rad Messtechnik, est l'entreprise qui a créé le premier dispositif permettant de mesurer la puissance développée (exprimée en watts) par un coureur cycliste grâce à des capteurs placés dans le pédalier du vélo. Fondée en 1986 par Ulrich Schoberer, le sigle de l'entreprise (SRM) signifie « technique de mesure à vélo de Schoberer ». Véritable ordinateur embarqué, le SRM permet d'enregistrer divers paramètres : cadence de pédalage, fréquence cardiaque, consommation d'énergie, vitesse, durée, température, trajet, etc. Ces informations, dont le coureur a accès à ses données en direct sur son guidon, sont exploitées par ordinateur et utilisées après un entraînement ou une course, pour optimiser la puissance du coureur.